# Bang (альбом Анитты)
Bang — третий студийный альбом бразильской певицы Анитты, выпущенный 13 октября 2015 года Warner Music Group. Он содержит 14 новых песен, а также акустическую версию сингла «Deixa Ele Sofrer».
Будучи прежде всего поп-альбомом, «Bang» также включает элементы других музыкальных жанров: ар-н-би, регги, самбы и фанк-кариоки. В записи композиций альбома приняли участие и приглашённые исполнители: Nego do Borel, Vitin, Jhama, Dubeat, MC Duduzinho и рэп-группа ConeCrewDiretoria. Запись альбома проходила с 2014 по 2015 год в нескольких студиях звукозаписи и осуществлялась под руководством Анитты, Джефферсона «Манзиньи» Жуниора и Умберто Тавареса. Альбом был сертифицирован золотым в продажах только по предзаказу с тиражом более 40 000 экземпляров.

## Предыстория
Вскоре после релиза последнего сингла альбома «Ritmo Perfeito», «No Meu Talento», Анитта подтвердила, что работает над новыми песнями для следующего своего альбома. Стили песен держались в секрете до выхода «Deixa Ele Sofrer», первого сингла альбома. Отрывки некоторых песен под названием «Me Leva a Sério» просочились в интернет в середине июня 2015 года. В сентябре певица рассказала о своём новом альбоме: «я очень сосредоточена на работе над своим альбомом, скоро появится новая Анитта, и я поменяю свои образы», а также поведала о своей мечте о выходе на международный уровень и возможности реализовать его в следующем году.

## Обложка
Обложка альбома была сделана бразильским художником Джованни Бьянко. На ней изображена чёрно-белая фотография Анитты, но с красочными деталями. Она показывает язык, на её чёрных солнцезащитных очках написано её имя. По словам Бьянко, певица дала ему очень ценный инструктаж: «я хочу и мне нужно обратиться к детям и взрослым, моим поклонникам всех возрастов. Я хочу чего-нибудь весёлого, счастливого, попсового», и это послужило его вдохновением. По словам же Анитты, это был первый раз, когда она набралась смелости оставить весь процесс под ответственность другого человека. Слово Bang на обложке было временным, но Анитте эта идея настолько понравилась, что она решила написать песню с таким названием. Габриэлю Жусто из журнала «Capricho» эта обложка напомнила сингл «Bang Bang» (2014) Джесси Джей, Арианы Гранде и Ники Минаж, а слово «Anitta», написанное на очках, напомнило ему обложку альбома «Unapologetic» (2012) певицы Рианны. Через несколько часов после выхода обложки она стала мемом среди поклонников Анитты и знаменитостей, которые разместили в социальных сетях фотографии, имитирующие образ певицы на обложке.

## Релиз и продвижение
Анитта разместила отрывки текстов песен альбома с помощью сайта «descubrabang.com» — в случайном порядке и без названий песен. 9 октября 2015 года, за четыре дня до официального релиза, альбом был доступен для скачивания на китайском сайте. Первоначальная ссылка вскоре была удалена, но, благодаря быстрому распространению, альбом был размещён на десятках других сайтов для скачивания.

## Критика
| Оценки критиков      | Оценки критиков                                                          |
| Источник             | Оценка                                                                   |
| -------------------- | ------------------------------------------------------------------------ |
| Revista Veja         | Positive                                                                 |
| Notas Musicais       | 3 из 5 звёзд · 3 из 5 звёзд · 3 из 5 звёзд · 3 из 5 звёзд · 3 из 5 звёзд |
| G1                   | Positive                                                                 |
| Aratu Online         | 4 из 5 звёзд · 4 из 5 звёзд · 4 из 5 звёзд · 4 из 5 звёзд · 4 из 5 звёзд |
| Pop de Botequim      | Positive                                                                 |
| Território da Música | 3 из 5 звёзд · 3 из 5 звёзд · 3 из 5 звёзд · 3 из 5 звёзд · 3 из 5 звёзд |

«Bang» получил положительные отзывы от музыкальных критиков. Луис Лима из журнала «Veja» писал в своём обзоре, что «„Bang“ по звуку более смелый и экспериментальный, чем предыдущие два — „Anitta“ (2013) и „Ritmo Perfeito“ (2014)». Но отмечал, что у этих трёх альбомах есть одна общая черта: большинство текстов посвящены темам, связанным с женской любовью и расширением возможностей женщин. Родриго Ортега и Браулио Лоренц на портале G1 утверждали, что не все композиции поп-альбома «попадают в цель», но когда попадают, то «убивают». Мауро Феррейра из «Notas Musicais» оценил «Bang» как лучший альбом Анитты, превосходящий её два ранее выпущенных. Он отнёс заглавный трек вместе с песнями «Gosto Assim», «Deixa a Onda Te Levar» и «Me Leva a Serio» к лучшим из альбома, а также отрицательно отозвался о композициях «Parei» и «Pode Chegar». Он также высоко оценил маркетинговую составляющую альбома, которая позиционировала Анитту как самого коммерчески эффективного исполнителя в Бразилии на тот момент.
Марсело Родригес с сайта Supertenimento отметил: «Тот, кто верил, что она будет просто одним из этих сиюминутных успехов, был совершенно неправ, потому что она только что выпустила свою новую работу. „Bang“ демонстрирует зрелость певицы по сравнению с её первыми двумя альбомами, треки хорошо проработаны». По его мнению романтические «Cravo e Canela» и «Me Leva a Serio» могут называться самыми красивыми треками в альбоме, но он нелестно отозвался о композиции «Pode Chegar» с участием Nego do Borel, назвав её «самой слабой». Для Габриэля Вакера из интернет-издания Arautu Online, альбом стал демонстрацией зрелости Анитты как артистки и исполнительницы. В заключение он сделал вывод, что певица «безусловно является самым креативным популярным исполнителем сегодня» и «определённо стала главным именем в современной бразильской поп-музыке.» Тейт Монтенегро из Territory of Music дал альбому 3 звезды, сказав, что «Bang» — это шаг, который может привести Анитту к покорению новых вершин. Сильвестра Мендес с сайта Botequim’s Pop утверждал, что в отличие от предыдущих студийных проектов Анитты, «Bang» имел более хирургическую отделку. Каждый трек имеет свою индивидуальность, который нельзя спутать с песнями, услышанными ранее. Он выделил композиции «Cravo e Canela», назвав её «любовным хитом», Essa Mina é Louca", классифицировав её как «очень забавную» и «Gosto Assim», определив её как «массовый хит». Она добавила, что «Bang» — это подтверждение того, что Анитта пришла не для того, чтобы быть артистом одного хита, и что новый альбом знаменует собой формирование стиля, к которому исполнительница так долго шла.

## Синглы
Четыре композиции из альбома были выпущены в качестве синглов. «Deixa Ele Sofrer» был выпущен 16 июля 2015 года в виде цифровой дистрибуции. Трек достиг десятки Billboard Brasil Hot 100, высшей позицией стало седьмое место. Заглавный трек альбома, «Bang», был выпущен 9 октября 2015 года.

## Коммерческие показатели
В Бразилии «Bang» дебютировал на третьем месте в ABPD Top 20, с продажей 40 000 копий за первую неделю. По состоянию на май 2016 года в Бразилии было продано более 300 000 копий альбома «Bang».

## Список композиций
| №   | Название                        | Автор(ы)                                                      | Длительность |
| --- | ------------------------------- | ------------------------------------------------------------- | ------------ |
| 1.  | «Bang»                          | Анитта Умберто Таварес Джефферсон Жуниор                      | 3:11         |
| 2.  | «Deixa Ele Sofrer»              | Анитта Умберто Таварес Джефферсон Жуниор                      | 2:51         |
| 3.  | «Cravo e Canela» (с Vitin)      | Jhama Pablo Bispo                                             | 3:20         |
| 4.  | «Parei»                         | Анитта Умберто Таварес Джефферсон Жуниор                      | 2:33         |
| 5.  | «Essa Mina é Louca» (с Jhama)   | Jhama Pablo Bispo                                             | 2:40         |
| 6.  | «Atenção»                       | Анитта Умберто Таварес Джефферсон Жуниор                      | 2:56         |
| 7.  | «Gosto Assim» (с Dubeat)        | Анитта Dubeat Kalfani Minkah                                  | 3:18         |
| 8.  | «Show Completo»                 | Умберто Таварес Джефферсон Жуниор                             | 2:37         |
| 9.  | «Volta Amor»                    | Анитта André Vieira Wallace Vianna                            | 2:34         |
| 10. | «Sim» (с ConeCrewDiretoria)     | Анитта Ari Batoré Jhama MC Cert MC Maomé Papatinho Rany Money | 3:06         |
| 11. | «Pode Chegar» (с Nego do Borel) | Умберто Таварес Джефферсон Жуниор                             | 3:06         |
| 12. | «Eu Sou do Tipo»                | Анитта André Vieira Wallace Viana                             | 2:18         |
| 13. | «Deixa a Onda Te Levar»         | Анитта Умберто Таварес Джефферсон Жуниор                      | 2:25         |
| 14. | «Me Leva a Sério»               | José Tiago "Projota" Pereira                                  | 2:50         |
| 15. | «Deixa Ele Sofrer» (Acoustic)   | Умберто Таварес Джефферсон Жуниор                             | 2:42         |

| №   | Название                          | Автор(ы)                                    | Длительность |
| --- | --------------------------------- | ------------------------------------------- | ------------ |
| 16. | «Totalmente Demais» (с Duduzinho) | Arnaldo Brandão Tavinho Paes Roberio Rafael | 2:43         |

## Чарты
| Чарт (2015)             | Высшая позиция |
| ----------------------- | -------------- |
| Brazilian Albums (ABPD) | 3              |

## Сертификации
| Регион | Сертификация | Продажи |
| --- | ------------ | ------- |
| Бразилия | —            | 300,000 |
| * Данные о продажах приведены только на основе сертификации. ^ Данные о тиражах приведены только на основе сертификации. |              |         |